# Maranhão TV
MATV (leia-se Maranhão TV) é uma revista eletrônica brasileira exibida no estado do Maranhão desde 1984, que tem como apresentador o jornalista José Raimundo Rodrigues, mais conhecido como Zé Raimundo. Atualmente, é exibido aos domingos pela TV Guará, às 12h30.

## História
O programa teve sua estreia na TV Difusora, apresentado por José Raimundo Rodrigues (então diretor de jornalismo da emissora), onde permaneceu por sete anos, de 1984 a 1990, como uma revista eletrônica que misturava pautas jornalísticas e entretenimento com foco na cultura local. Com uma hora de duração, era exibido diariamente (segunda a sábado), ao vivo, com registro nas pesquisas de audiência, realizadas pelo IBOPE, com mais de 80 pontos, no horário das 12 às 13h. Apesar do nome, a atração não era um telejornal (Praça TV) como os outros programas exibidos na época por outras afiliadas da Rede Globo, sendo que esse papel era cumprido pelo Jornal da Tarde, e posteriormente, pelo Jornal da Ilha, que eram exibidos na faixa vespertina após o MATV.
Após a criação da TV Mirante, afiliada do SBT, o titular do programa, Zé Raimundo, foi convidado para compor a grade de programação da emissora, e lá o programa foi exibido entre os anos de 1990 a 1991. Após a troca de afiliação entre a TV Mirante e a TV Difusora, o programa retornou para a sua antiga emissora.
Em 1995, o programa passou a ser exibido na TV Cidade, sempre no horário do meio dia, voltando novamente para a TV Difusora em 1997, ano em que passou a ser exibido via satélite para todo o estado. Em 2000, ano em que Zé Raimundo concorreu a prefeito de São Luís, o MATV passou a ser apresentado por sua filha, Karla Bianca, entre os meses de março e outubro, por força da lei eleitoral.
Em 2009, o programa passou a ir ao ar apenas aos sábados, às 10h, depois que a TV Difusora criou o jornalístico Difusora Agora, que também ficou sob a apresentação de Zé Raimundo. Em 2011, o jornalista abriu a produtora Raízes do Maranhão, que passou a ser responsável pela produção do MATV, deixando a TV Difusora apenas com a exibição.
Em 2012, Zé Raimundo foi afastado da TV Difusora por ter exibido sem autorização judicial no programa Difusora Agora o vídeo da "Milícia 36", que acusava o então candidato a eleição para a Prefeitura de São Luís, Edivaldo Holanda Junior (PTC), de estar armando uma milícia com líderes militares para derrubar o então candidato a reeleição, João Castelo (PSDB), do poder. Com isso, a TV Difusora foi multada pela Justiça Eleitoral em R$ 200.000,00, o que levou Zé Raimundo a ser afastado da emissora.
Após o afastamento de Zé Raimundo, o Difusora Agora foi extinto, porém, o MATV continuou no ar. Em fevereiro de 2013, após 22 anos na TV Difusora, Zé Raimundo levou o seu programa para a TV Guará.
Em 1.º de abril de 2015, Zé Raimundo anuncia durante o MATV daquele dia que estava deixando a TV Guará, sendo portanto, o programa extinto na emissora. A reestreia do mesmo ocorreu em 18 de maio, pela TV Maranhense. O programa foi extinto em 2018, voltando ao ar em dezembro do mesmo ano, novamente pela TV Guará.